# Koral (lody)
Koral – producent lodów, właściciel marek Koral i Bracia Koral. Istnieje od 1979 roku. Założycielami firmy byli bracia Józef i Marian Koral, jedni z najbogatszych Polaków według tygodnika Wprost. Firma posiada swoją siedzibę w Nowym Sączu oraz dwie linie produkcyjne w Limanowej i Rzeszowie. Pod marką Bracia Koral firma sprzedaje lody z półki premium w opakowaniach familijnych. Sprzedaż lodów Koral prowadzona jest poprzez własną sieć dystrybucji i hurtowni w całej Polsce oraz za granicą, m.in.: w Czechach, Słowacji, Wielkiej Brytanii, Irlandii oraz Litwie.

## Historia
Firma powstała w 1979 roku. Początkowo lody były produkowane metodami rzemieślniczymi. Kiedy firma się rozwinęła, w 1992 roku właściciele zdecydowali się na zakup włoskich maszyn do produkcji lodów, dzięki którym produkcja wzrosła do 300 lodów na minutę. Mając na uwadze zagraniczną konkurencję na polskim rynku, która produkowała głównie lody familijne w dużych opakowaniach dla hipermarketów, marka Koral postawiła na relatywnie tanie i szybko zbywalne lody impulsowe sprzedawane w małych sklepach. Kampanie reklamowe ze znanymi gwiazdami i hasłem: „Zawsze jest pora na lody Koral”, pozwoliły na dotarcie do szerokiej grupy odbiorców. W 2014 roku, z okazji okrągłej trzydziestej piątej rocznicy istnienia firmy, z inicjatywy dzieci nowosądeckich biznesmenów powstała marka premium Bracia Koral – Lody jak dawniej. Obecnie udział w rodzinnym biznesie mają zarówno właściciele, jak i dzieci właścicieli.
Marka Koral przy promocji swoich produktów współpracowała z gwiazdami muzyki, ekranu oraz internetu. Do najbardziej znanych osób biorących udział w reklamach Koral należą: Maryla Rodowicz, Daniel Olbrychski, Joanna Liszowska, Natasza Urbańska, Doda, Katarzyna Figura, Beata Kozidrak, Arka Noego, Katarzyna Zielińska, Joanna Krupa, Joanna Koroniewska, Zbigniew Wodecki, Maciej Musiał, Artur Żmijewski. W marcu 2021 roku firma wyprodukowała lody sorbetowe we współpracy z Ekipą Friza (o smaku truskawkowym oraz cytrynowym z dodatkiem polewy o smaku gumy balonowej), które stały się popularne w takim stopniu, że w kwietniu zdecydowano się uruchomić dodatkowe linie produkcyjne i okazały się być najchętniej kupowanym produktem w swojej kategorii w sezonie 2021.

## Produkty
Asortyment marki Koral to: lody impulsowe na patyku, w rożku oraz kubkach, lody familijne oraz lody na gałki dla sektora HoReCa. Sztandarowe i najbardziej rozpoznawalne produkty marki Koral to: Lody koktajlowe, Lody Ekipa, Grand, Grand Gold, Solo, Rożek, Oskar, Świderek, Kostka śnieżna, Rolady lodowe. Marka Bracia Koral to produkty na bazie śmietanki i naturalnych dodatków: Lody jak dawniej sprzedawane w opakowaniach familijnych, w rożku, waflu oraz seria Smaki Dzieciństwa w słoiczkach.

## Wyróżnienia
Przedsiębiorstwo Produkcji Lodów Koral zostało wielokrotnie uhonorowane prestiżowymi wyróżnieniami oraz odznaczeniami branży spożywczej. Otrzymane przez firmę wyróżnienia to m.in.: Złoty Paragon, Super Marka, Hit Konsumenta, Dobra Marka, Kultowa Marka, Konsumencki Lider Jakości, Najlepszy Produkt, Superbrands czy Trusted Brands. W 2018 roku Koral, jako jedyny spośród producentów lodów, znalazł się w pierwszej trójce „Najcenniejszych Polskich Marek 2017” dziennika Rzeczpospolita w kategorii Słodycze i lody. W 2018 firma została również odznaczona wyróżnieniem „Diamenty Forbesa” oraz znalazła się w raporcie „1000 to inspire Europe” opublikowanym przez London Stock Exchange, jako jedna z 30 najlepszych polskich firm w Europie.

## Zaangażowanie społeczne
PPL Koral angażuje się w lokalne i regionalne inicjatywy społeczne. W 2005 firma ufundowała w Nowym Sączu pomnik Jana Pawła II, autorstwa Czesława Dźwigaja. Zasponsorowała również karetki pogotowia dla Sądeckiego Pogotowia Ratunkowego. Firma jest corocznym partnerem Festiwalu Biegowego oraz zawodów pływackich Otylia Swim Cup (organizowanych przez Fundację Otylii Jędrzejczak) oraz wielu wydarzeń kulturalnych.

## Udziały w rynku
W 2004 roku firma posiadała 26 proc. udziałów na rynku lodów w Polsce i była jego liderem. W 2011 zajmowała drugą pozycję. Dane przygotowane przez ekspertów Centrum Monitorowania Rynku dotyczące kategorii lodów impulsowych w Polsce z 20 lipca 2021 wykazują, iż w sprzedaży lodów impulsowych w sklepach małoformatowych do 300 m² firmie Koral przypada 33,5 proc. udziału.